# 地球の頂上の島
『地球の頂上の島』（ちきゅうのちょうじょうのしま、The Island at the Top of the World）は、1974年公開のアメリカ映画。ウォルト・ディズニー・プロダクションの製作した、実写版の冒険映画である。

## 概要
イアン・キャメロンの小説『呪われた極北の島』を、ウォルト・ディズニー・プロダクションが実写版で映画化した作品で、同じディズニー映画の『メリー・ポピンズ』を手がけたロバート・スティーヴンソンが監督した。特撮は、『ミクロの決死圏』でアカデミー視覚効果賞を受賞したアート・クルイックシャンク、『メリー・ポピンズ』で同賞を受賞したピーター・エレンショウ、後にディズニー映画『ベッドかざりとほうき』で同賞を受賞するダニー・リーとアラン・マレーが務めた。エレンショウは、美術も担当している。音楽は『アラビアのロレンス』などでアカデミー作曲賞を三度受賞するモーリス・ジャール、衣裳は『スパルタカス』で同衣裳デザイン賞を受賞したビル・トーマスが務めた。
配役は、主役のアイヴァーソン教授役のデヴィッド・ハートマンの他、『砲艦サンパブロ』でアカデミー助演男優賞にノミネートされた日系俳優のマコ岩松が出演している。
本作は、アカデミー美術賞にノミネートされた。

## ストーリー
20世紀初頭、アンソニー・ロス卿は、北極で行方不明になった息子を探すため探検隊を組織した。一行は飛行船で北極圏へ向かい、地図にない峡谷を越えると、そこにはヴァイキングの子孫が住む島があった。

## キャスト
| 役名               | 俳優                     | 日本語吹替                     | 日本語吹替 |
| 役名               | 俳優                     | TBS版                          | BVHE版     |
| ------------------ | ------------------------ | ------------------------------ | ---------- |
| アイヴァーソン教授 | デヴィッド・ハートマン   | 仲村秀生                       | 佐々木敏   |
| アンソニー・ロス卿 | ドナルド・シンデン       | 早野寿郎                       | 石田太郎   |
| ブリュー船長       | ジャック・マラン         | 滝口順平                       | 山下啓介   |
| オーミアック       | マコ岩松                 | 牛山茂                         |            |
| ドナルド・ロス     | デヴィッド・ギリム       | 仲木隆司                       | 関俊彦     |
| フレイヤ           | アニエッタ・エクミール   | 平淑恵                         | 勝生真沙子 |
| 代理商             | ブレンダン・ディロン     | 杉田俊也                       |            |
| 執事               | アイバー・バリー         | 大久保正信                     |            |
| 車掌               | イアン・アバークロンビー | 吉水慶                         |            |
|                    |                          |                                |            |
| 演出               | 演出                     | 山田悦司                       |            |
| 翻訳               |                          |                                |            |
| 効果               |                          |                                |            |
| 調整               | 調整                     | 杉原日出弥                     |            |
| 制作               | 制作                     | トランスグローバル             |            |
| 解説               | 解説                     | 荻昌弘                         |            |
| 初回放送           | 初回放送                 | 1979年9月24日 『日曜洋画劇場』 |            |

- バンダイ版から発売されたビデオ・LDには字幕スーパーが収録されている。

## スタッフ
- 製作：ウィンストン・ヒブラー
- 監督：ロバート・スティーヴンソン
- 原作：イアン・キャメロン
- 脚本：ジョン・ウェドン
- 音楽：モーリス・ジャール
- 撮影：フランク・フィリップス
- 編集：ロバート・スタッフォード
- 美術：ピーター・エレンショウ
- 特殊効果：アート・クルイックシャンク、ピーター・エレンショウ、ダニー・リー
- 視覚効果：アラン・マレー

## 原作
- イアン・キャメロン 著、倉本竜治 訳『呪われた極北の島』評論社、1975年。
- イアン・キャメロン 著、倉本護 訳『呪われた極北の島』評論社、1975年1月。ISBN 9784566011250。